# Wolkenstein
Wolkenstein – miasto w południowo-wschodnich Niemczech, położone na terenie kraju związkowego Saksonia, w okręgu administracyjnym Chemnitz, w powiecie Erzgebirgskreis, nad rzeką Zschopau. W 2009 roku zamieszkiwane było przez 4 134 osób. Miasto jest znane przede wszystkim z najcieplejszych i najstarszych w Saksonii źródeł termalnych.

## Geografia

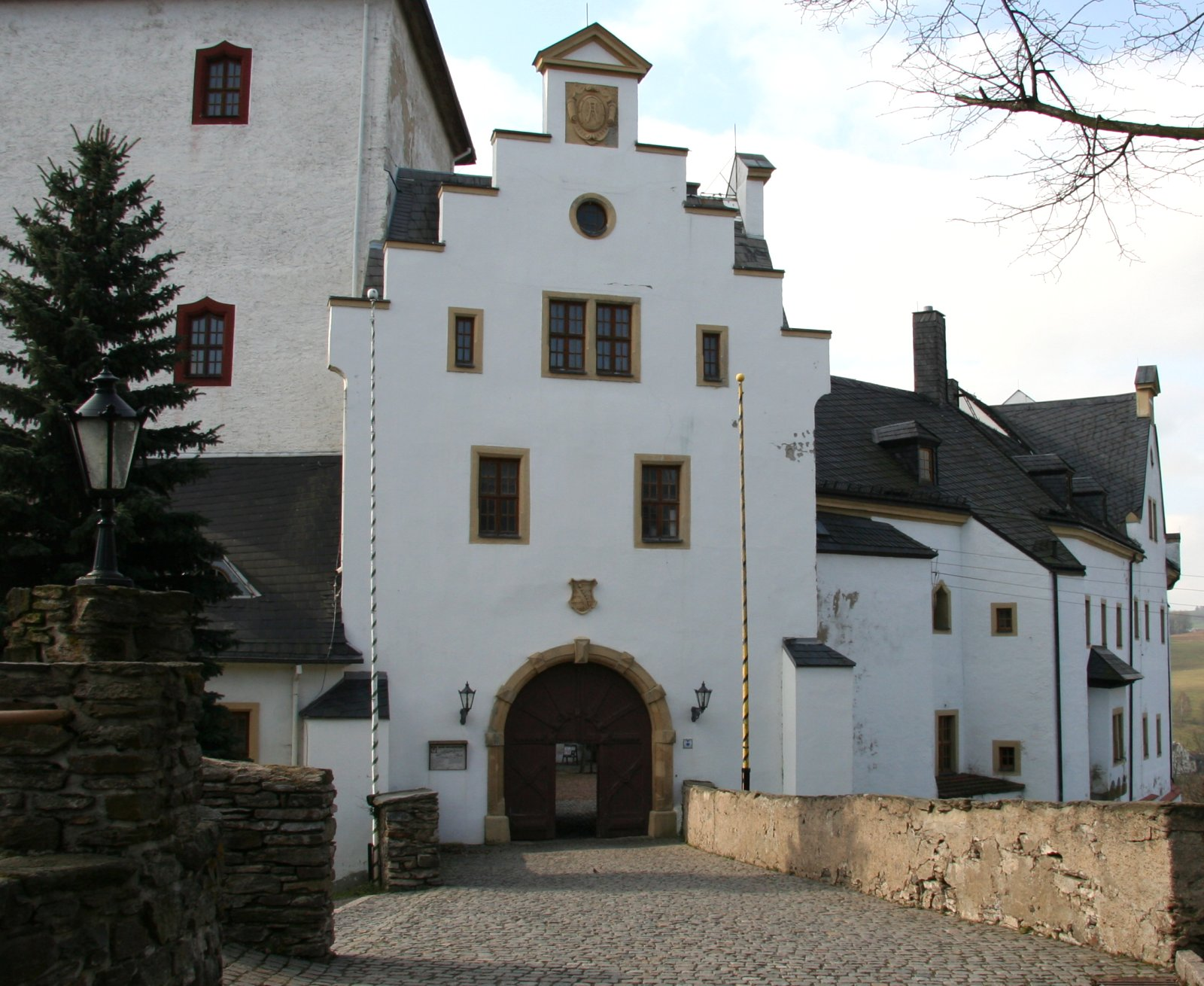
Zamek Wolkenstein

Miasto położone jest na skalistym brzegu doliny rzeki Zschopau. Nad miastem góruje położony na potężnej (70 m wysokości) skale Zamek Wolkenstein, któremu miasto zawdzięcza swoją nazwę. Według miejscowych "Zamek stoi na kamieniu sięgającym chmur" – stąd nazwa miasta (Wolken – chmury, Stein – kamień).
Miasto składa się z jedenastu dzielnic: Drei Rosen, Falkenbach, Floßplatz, Gehringswalde, Heinzebank, Hilmersdorf, Huth, Kohlau, Niederau, Schönbrunn i Warmbad (dzielnica uzdrowiskowa).

## Zabytki
- zamek Wolkenstein z XIII wieku;

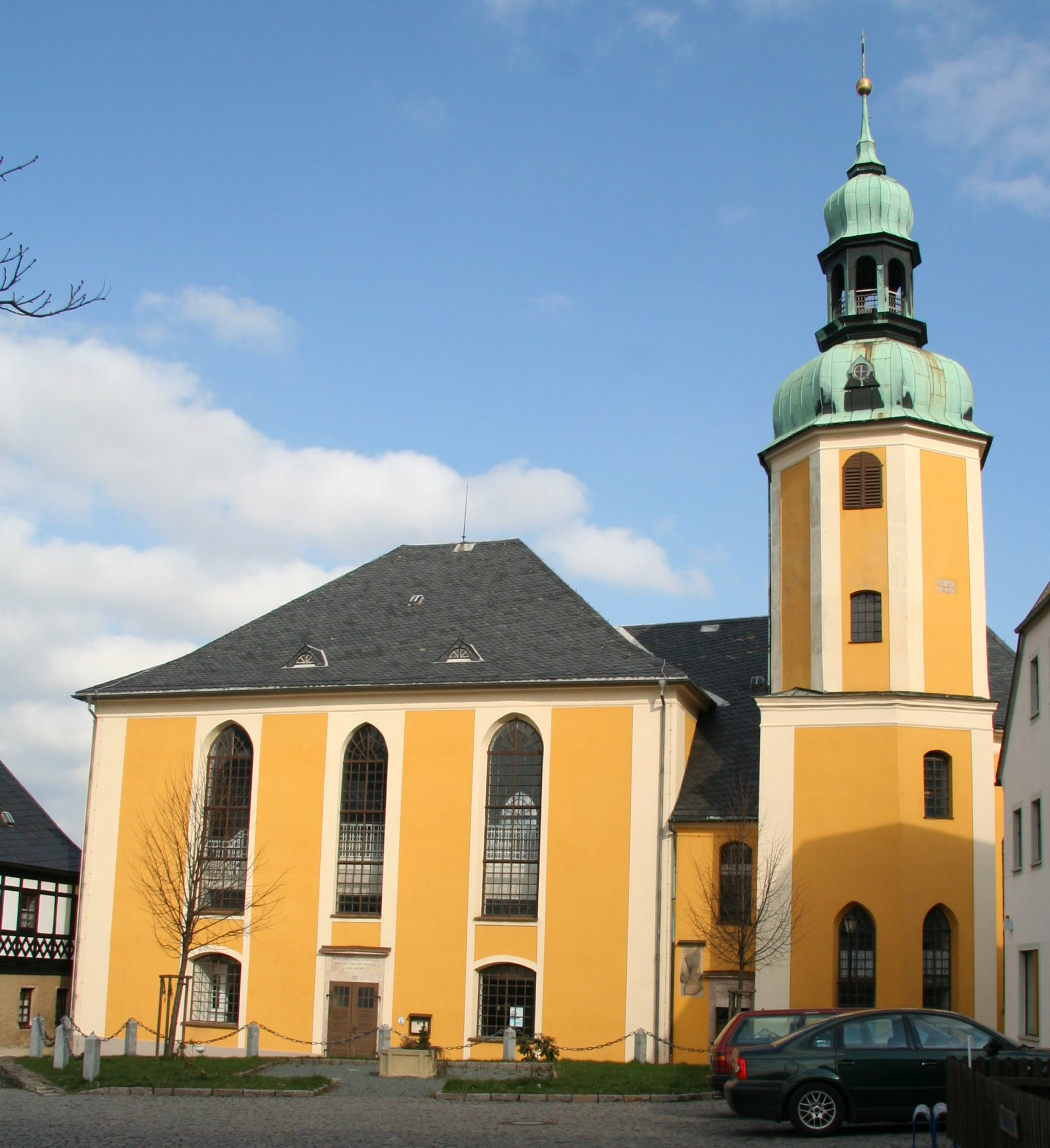
Kościół Św. Bartłomieja

- ewangelicki kościół św. Bartłomieja (St. Bartholomäus);
- średniowieczna brama miejska (Mühltor);
- zabytkowy ratusz w rynku;

## Współpraca
Miejscowości partnerskie:
- Bad Bentheim, Dolna Saksonia
- Ruppertshofen, Badenia-Wirtembergia (kontakty utrzymuje dzielnica Gehringswalde)

## Komunikacja

### Drogi
Miasto położone jest przy drodze krajowej B171. W dzielnicy Heinzeberg znajduje się skrzyżowanie dróg krajowych B101 oraz B174.

### Kolej
Wolkenstein położone jest przy wybudowanej w 1866 roku linii kolejowej łączącej Chemnitz z miejscowością Vejprty w Czechach. Od 1892 roku funkcjonowała również kolej wąskotorowa o szerokości toru 750 mm, łącząca Wolkenstein z miastem Jöhstadt. Kolej ta została zlikwidowana w 1986 roku.